# Laurence Veilleux
Laurence Veilleux, ou Laurence Lola Veilleux (née à Saint-Benjamin, Québec, 23 juillet 1994) est une poétesse québécoise. 

## Éléments biographiques
Elle est l’auteure de trois recueils de poésie parus aux éditions Poètes de brousse. Récipiendaire du prix de la relève artistique du Bas-Saint-Laurent en 2016, elle a été rédactrice adjointe du cahier Champ libre du journal indépendant Le Mouton Noir et a codirigé le collectif de micro-édition La Balconnière. En 2017, elle a été finaliste au prix Émile-Nelligan et lauréate du prix Félix-Leclerc de la poésie pour son recueil Amélia,. Elle a remporté le prix Émile-Nelligan 2019 pour son troisième recueil, Elle des chambres, en mai 2020. 

## Œuvres

### Poésie
- Chasse aux corneilles, Éditions Poètes de brousse, Montréal, 2014.
- Collectif, Femmes rapaillées, Éditions Mémoire d'encrier, Montréal, 2016[7].
- Amélia, Éditions Poètes de brousse, Montréal, 2016[8].
- Collectif, Ce qui existe entre nous, Éditions du passage, Montréal, 2018[9].
- Elle des chambres, Poètes de brousse, Montréal, 2019.
- Aller aux corps, Éditions du Noroît, Montréal, 2024.

## Récompenses
- Prix Émile-Nelligan, 2019[6] (Elle des chambres)
- Prix Félix-Leclerc de la poésie, 2017[10],[5] (Amélia)
- Prix de la relève artistique du Bas-Saint-Laurent[5], 2016